# Walter de Castro
Walter de Castro (Maracaju, 6 de maio de 1928) é um médico, pecuarista e político brasileiro que foi deputado federal pelo Mato Grosso do Sul.

## Biografia
Filho de Herculano de Castro e Alaíde do Couto Castro. Médico formado em 1956 pela Faculdade de Medicina da Universidade Federal do Rio de Janeiro com especialização em cirurgia geral. Possui também os cursos de colpocitologia oncótica (1964) e cirurgia plástica (1966) pelo Hospital Souza Aguiar no Rio de Janeiro.
Quando da eclosão do Regime Militar de 1964 exercia o mandato de vereador em‎ Campo Grande e com a imposição do bipartidarismo optou pelo MDB chegando aos postos de líder de bancada e presidente do diretório municipal. Eleito deputado estadual pelo Mato Grosso em 1966 tentou um mandato de deputado federal em 1970 e mesmo sendo o mais votado de seu partido não foi eleito por causa do baixo quociente eleitoral.
Eleito deputado federal pelo Mato Grosso em em 1974 e reeleito pelo Mato Grosso do Sul em 1978 exerceu o cargo de Secretário de Saúde nos governos Harry Amorim e Marcelo Miranda. Restaurado o pluripartidarismo optou pelo PDS, mas durante a legislatura passou pelo PTB, PMDB e PDT até retornar ao PDS pelo qual foi derrotado ao buscar um mandato de senador por uma sublegenda em 1982.
De volta à medicina trabalhou nas cidades de Antônio João, Aquidauana, Maracaju e Nioaque e em 1988 foi nomeado procurador da Assembleia Legislativa de Mato Grosso do Sul de onde se aposentaria após dez anos. De volta ao PTB chegou a integrar o diretório estadual do partido e em 1990 foi derrotado ao buscar uma cadeira de deputado estadual. Nomeado Secretário Municipal de Saúde em Aquidauana em 1998, presidiu o Sindicato do Comércio Atacadista e Varejista (2004-2009) de Dourados.